# Languiñeo (departement)
Languiñeo is een departement in de Argentijnse provincie Chubut. Het departement (Spaans:  departamento) heeft een oppervlakte van 15.339 km² en telt 3.017 inwoners.

## Plaatsen in departement Languiñeo
- Aldea Epulef
- Carrenleufú
- Colan Conhué
- El Molle
- El Pato Negro
- Las Salinas
- Pampa de Agnia
- Paso del Sapo
- Piedra Parada
- Tecka